# Ethmia dianemillerae
Ethmia dianemillerae  (лат.) — вид мелких бабочек из семейства черноточечные моли (Ethmiidae). Эндемики Коста-Рики (Центральная Америка).

## Описание
Молевидные бабочки небольшого размера с размахом крыльев 10—12 мм. Голова с умеренно крупными глазами, глазки отсутствуют. Челюстные щупики рудиментарные. Губные щупики длинные. Гусеницы развиваются, обгрызая цветки и листья бурачниковых (Boraginaceae): Cordia alliodora. Вид был впервые описан в 2014 году американским энтомологом Э. Филлипсом-Родригесом (Eugenie Phillips-Rodríguez; Instituto Nacional de Biodiversidad, INBio, Santo Domingo, Коста-Рика). Видовое название дано в честь Дайан Миллер (Diane Miller; Charlottesville, Вирджиния, США) за поддержку исследований программы ACG (Área de Conservación Guanacaste) и фонда Guanacaste Dry Forest Conservation Fund, что позволило сохранить крупные лесные участки в Коста-Рике.